# Allium pervestitum
Allium pervestitum är en amaryllisväxtart som beskrevs av Michail Klokov. Allium pervestitum ingår i släktet lökar, och familjen amaryllisväxter. IUCN kategoriserar arten globalt som starkt hotad. Inga underarter finns listade i Catalogue of Life.